# Cvikovská pahorkatina
Cvikovská pahorkatina je geomorfologický okrsek v severozápadní a střední části Zákupské pahorkatiny, ležící v okrese Česká Lípa Libereckého kraje. Největšími sídly okrsku jsou města Nový Bor na západě a Cvikov na severu. Částečně do okrsku zasahují města Zákupy a Mimoň na jihu. Blízko za východní hranicí leží města Stráž pod Ralskem a Jablonné v Podještědí.

## Charakter území
Okrsek má ráz členité pahorkatiny až ploché vrchoviny, vzniklé na turonských až coniackých křemenných, méně jílovitých a vápnitých pískovcích s četnými proniky třetihorních vulkanitů. Vyznačuje se strukturně denudačním georeliéfem pliocenních a staropleistocenních zarovnaných povrchů (pedimentů), širokých údolí vodních toků a četných výrazných vulkanických vrchů vypreparovaných výplní diatrem, žil a lakolitů s kryogenními tvary. Místy vznikl akumulační povrch říčních teras, proluviálních kuželů a pokryvů sprašových hlín. Pahorkatina je na severu, východě a ve střední části až převážně, jinde středně až málo zalesněná.
Listnaté porosty jsou na neovulkanitech, jinde jsou smrkové a borové porosty s příměsí buku, břízy a dubu. Jinde převažuje orná půda, místy jsou travní porosty a výjimečně trvalé kultury (ovocné sady). Je zde četná jelení zvěř.
Okrsek zahrnuje chráněná území CHKO České středohoří (část), CHKO Lužické hory (část), PP Dutý kámen, PR Ralsko, PP Vranovské skály, NPR Jezevčí vrch, PP Rašeliniště Mařeničky, území je využívané turisticky a pro rekreaci.

## Geomorfologické členění
Okrsek Cvikovská pahorkatina (dle Jaromíra Demka VIA–1B–1) náleží do celku Ralská pahorkatina a podcelku Zákupská pahorkatina. Dále se člení na podokrsky Sloupská vrchovina na západě, Velenická pahorkatina ve středu a Brnišťská vrchovina na východě. Pahorkatina sousedí s dalšími okrsky Zákupské pahorkatiny (Českolipská kotlina na jihu, Podještědská pahorkatina na východě, Kotelská vrchovina na jihovýchodě), s Lužickými horami na severu a s Českým středohořím na západě.

## Nejvyšší vrcholy
Nejvyšším vrcholem Cvikovské pahorkatiny, potažmo celé České tabule, je Ralsko (698 m n. m.).
Seznam kopců od 400 metrů výše:
- Ralsko (698 m), Brnišťská vrchovina, severovýchodně od Mimoně
- Jezevčí vrch (666 m), Velenická pahorkatina, západně od Heřmanic v Podještědí
- Tlustec (592 m), Brnišťská vrchovina, východně od obce Brniště
- Zelený vrch (586 m), Velenická pahorkatina, východně od Cvikova
- Ortel (554 m), Sloupská vrchovina, západně od obce Lindava
- Tisový vrch (540 m), Sloupská vrchovina, severně od obce Svojkov
- Slavíček (538 m), Sloupská vrchovina, mezi obcemi Svojkov a Sloup v Čechách
- Chotovický vrch (498 m), Sloupská vrchovina, jižně od Nového Boru
- Strážný vrch (492 m), Sloupská vrchovina, východně od obce Radvanec
- Brnišťský vrch (491 m), Velenická pahorkatina, poblíž obce Brniště
- Skalický vrch (485 m), Sloupská vrchovina, u obce Skalice u České Lípy
- Šišák (483 m), Sloupská vrchovina, východně od Sloupu v Čechách
- Lipka (473 m), Brnišťská vrchovina, východně od obce Noviny pod Ralskem
- Dubina (467 m), Velenická pahorkatina, severovýchodně od obce Kunratice u Cvikova
- Kovářský vrch (461 m), Velenická pahorkatina, jihovýchodně od Kunratic u Cvikova
- Jelení vrch (460 m), Velenická pahorkatina, jižně od obce Mařenice
- Hrouda (452 m), Sloupská vrchovina, západně od Cvikova
- Křížový vrch-Kalvárie) (443 m), Velenická pahorkatina, severně od Cvikova
- Kamenický kopec (436 m), Velenická pahorkatina, východně od města Zákupy
- Chudý vrch (434 m), Sloupská vrchovina, jihozápadně od Cvikova
- Lípovec (427 m), Sloupská vrchovina, východně od Skalice u České Lípy
- Vranovské skály (420 m), Brnišťská vrchovina, jižně od vrchu Ralska, východně od Mimoně
- Velenický kopec (417 m), Velenická pahorkatina, východně od obce Velenice

## Vodopis
Územím protéká od severu z Lužických hor na jih tekoucí říčka Svitavka, která se jižně od Zákup vlévá do Ploučnice. Svitavka na území Zákupské pahorkatiny přibírá několik potoků – Kamenický, Rybniční a Bohatický. V oblasti Zákup je několik nevelkých rybníků, z nichž největší Velký zákupský byl upraven jako přírodní koupaliště v Zákupech.. Další významné toky jsou Dobranovský potok a Šporka. Významné rybníky jsou Kunratické, Pihelské, Cvikovský a Radvanecký.

## Turistika, cestovní ruch
Části Cvikovské pahorkatiny prochází zeleně značená turistická stezka pro pěší, která se nejvyšším kopcům vyhýbá. Vede zde několik cyklostezek. Turisté navštěvují hlavně městečko Zákupy a nedaleké Velenice, zalesněným vrcholům nad nimi (Kamenický i Velenický) se zpravidla vyhýbají, protože stezky na ně vedoucí jsou zarostlé, poničené a nepoužívané. V Zákupech je budována naučná stezka, která je z větší části na úpatí Kamenického vrchu. Naučnou stezku kolem dvou blízkých vrchů vybudovala i obec Skalice u České Lípy. Velmi navštěvovanou oblastí s rozhlednou, plnou skal, jeskyní a turistických stezek je zejména Sloup v Čechách, sousední Svojkov (Svojkovské skály a Modlivý důl) i nedaleký Cvikov, na východě i Ralsko s jeho hradem.

## Fotogalerie kopců

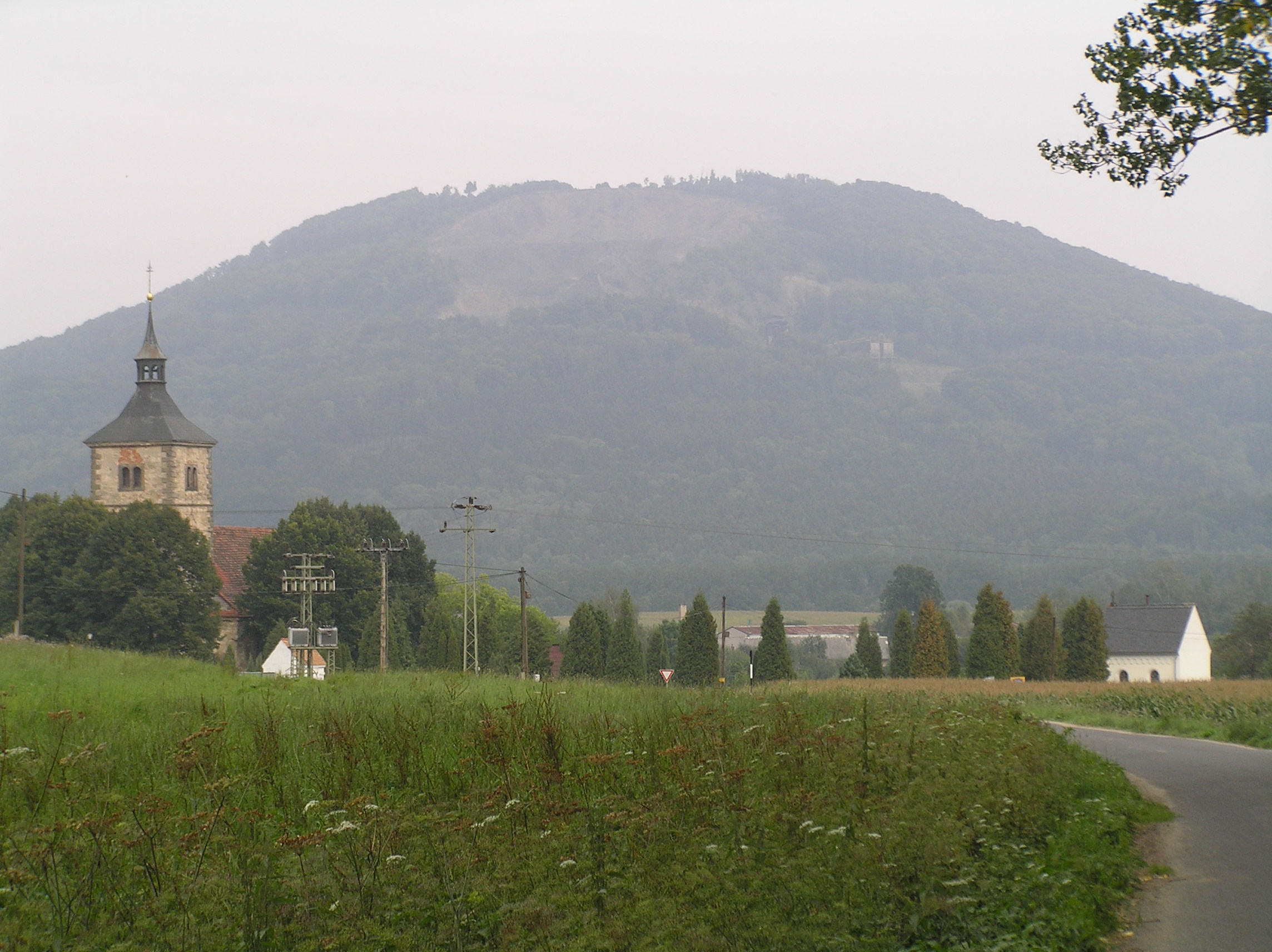
Tlustec nad Brništěm
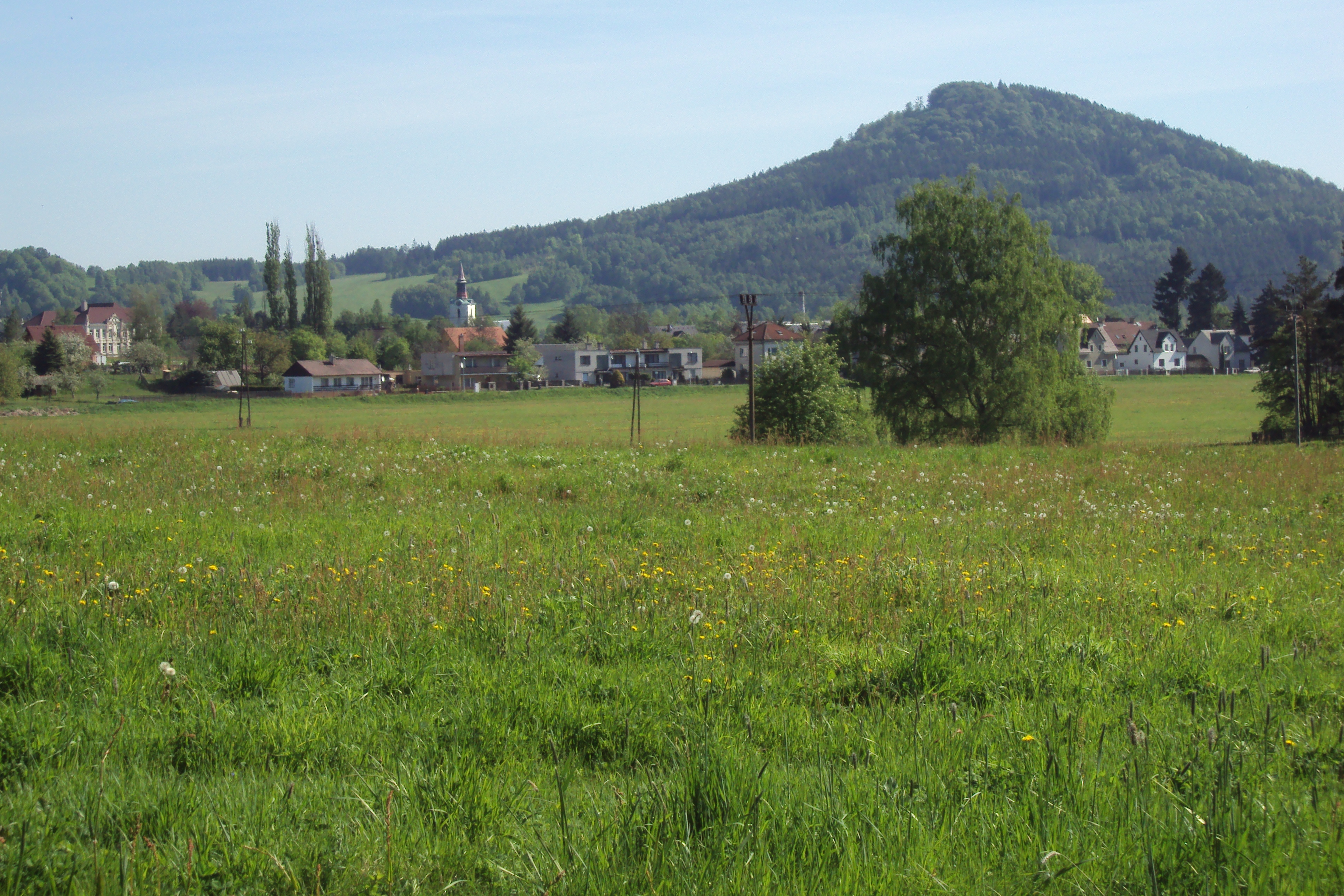
Zelený kopec nad Cvikovem
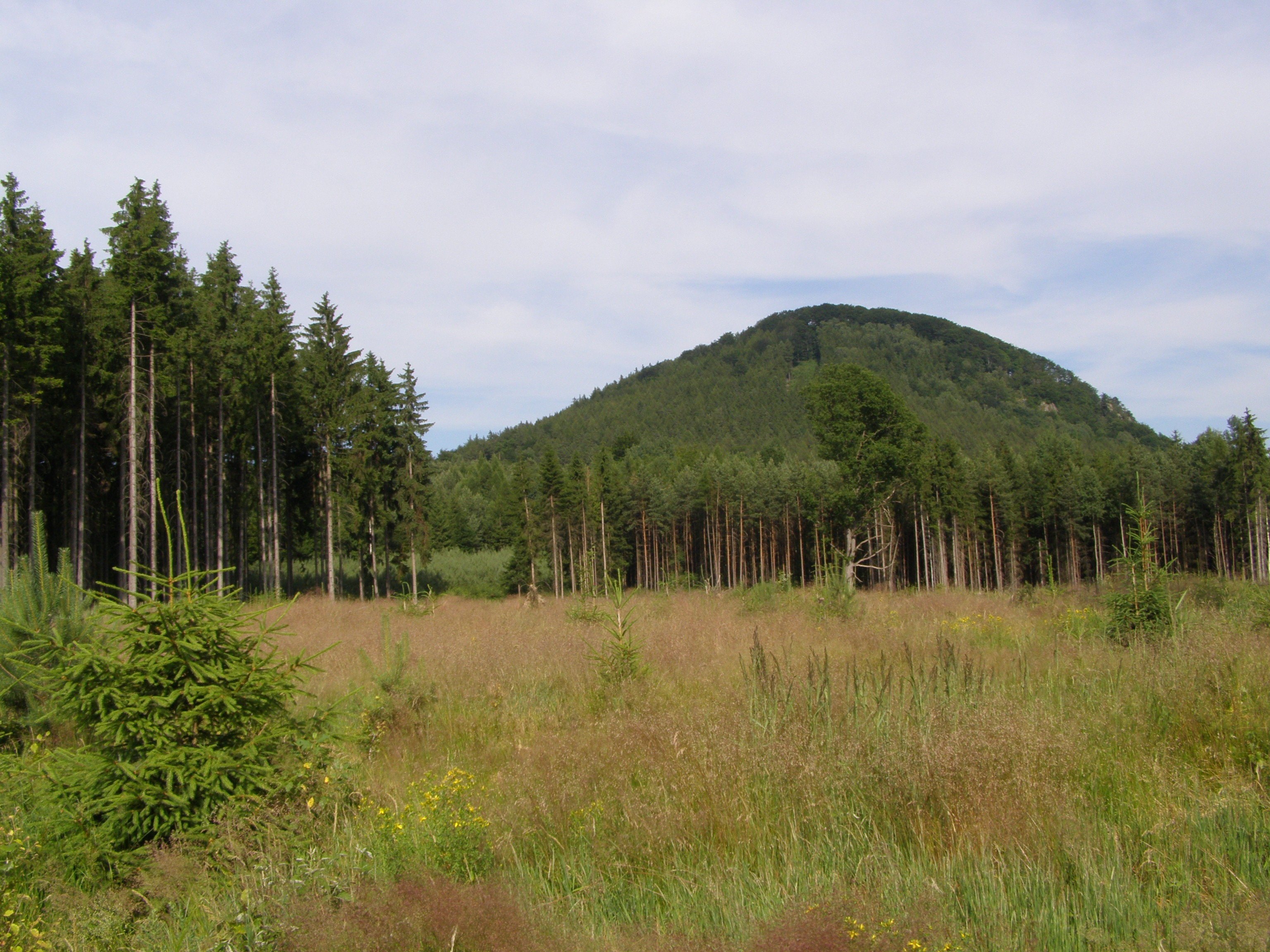
Kopec Ortel
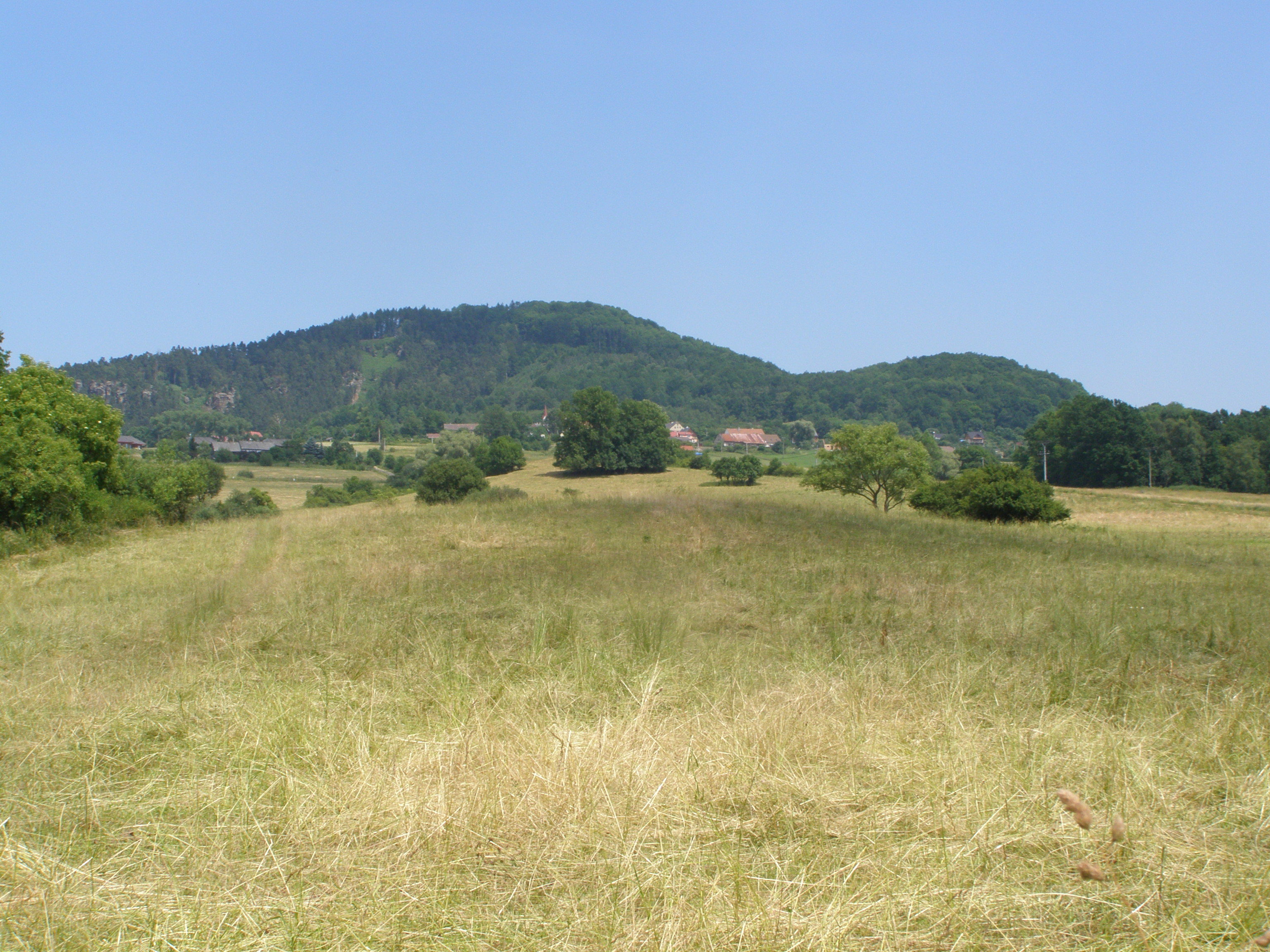
Tisový vrch
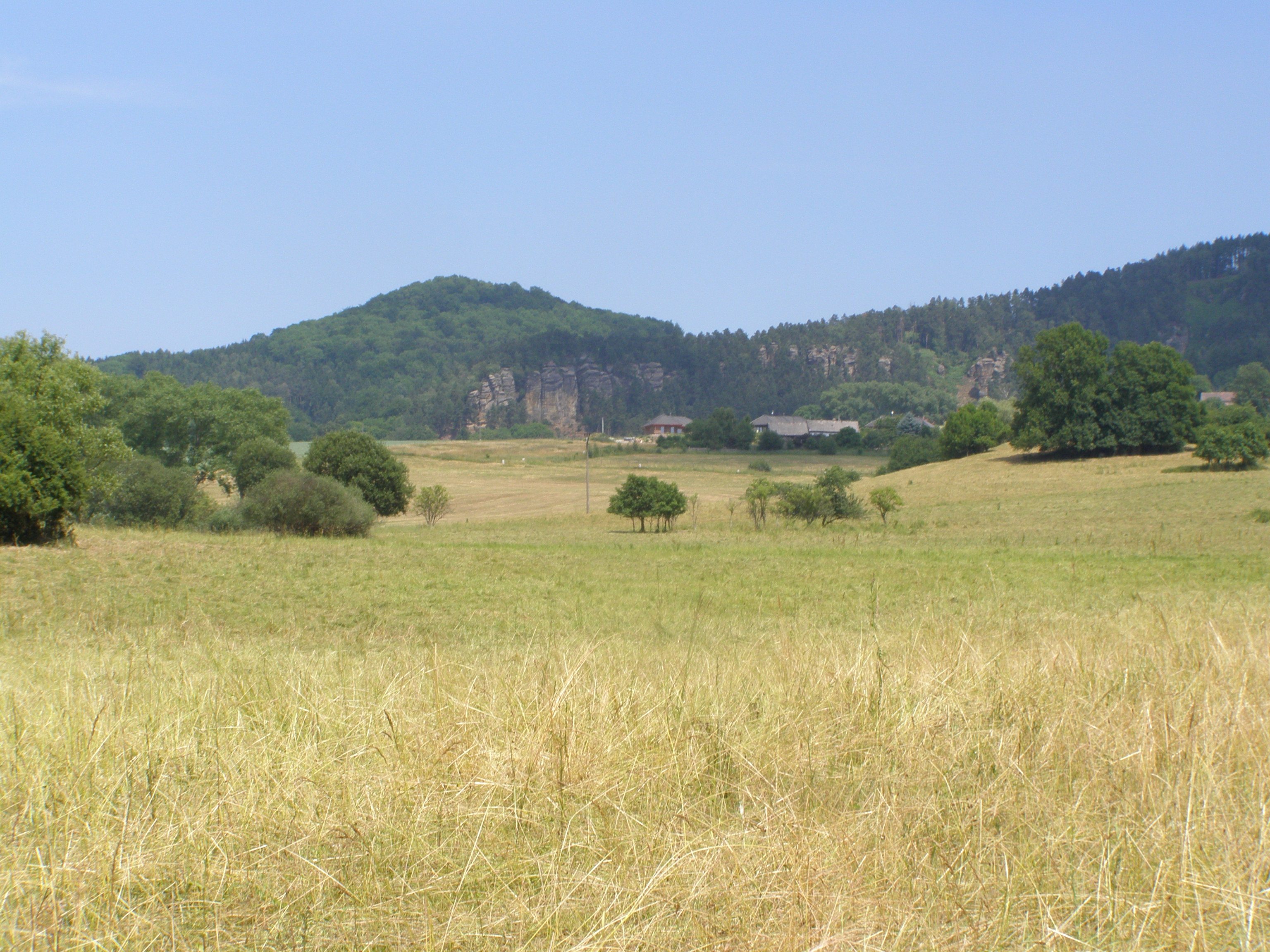
Slavíček
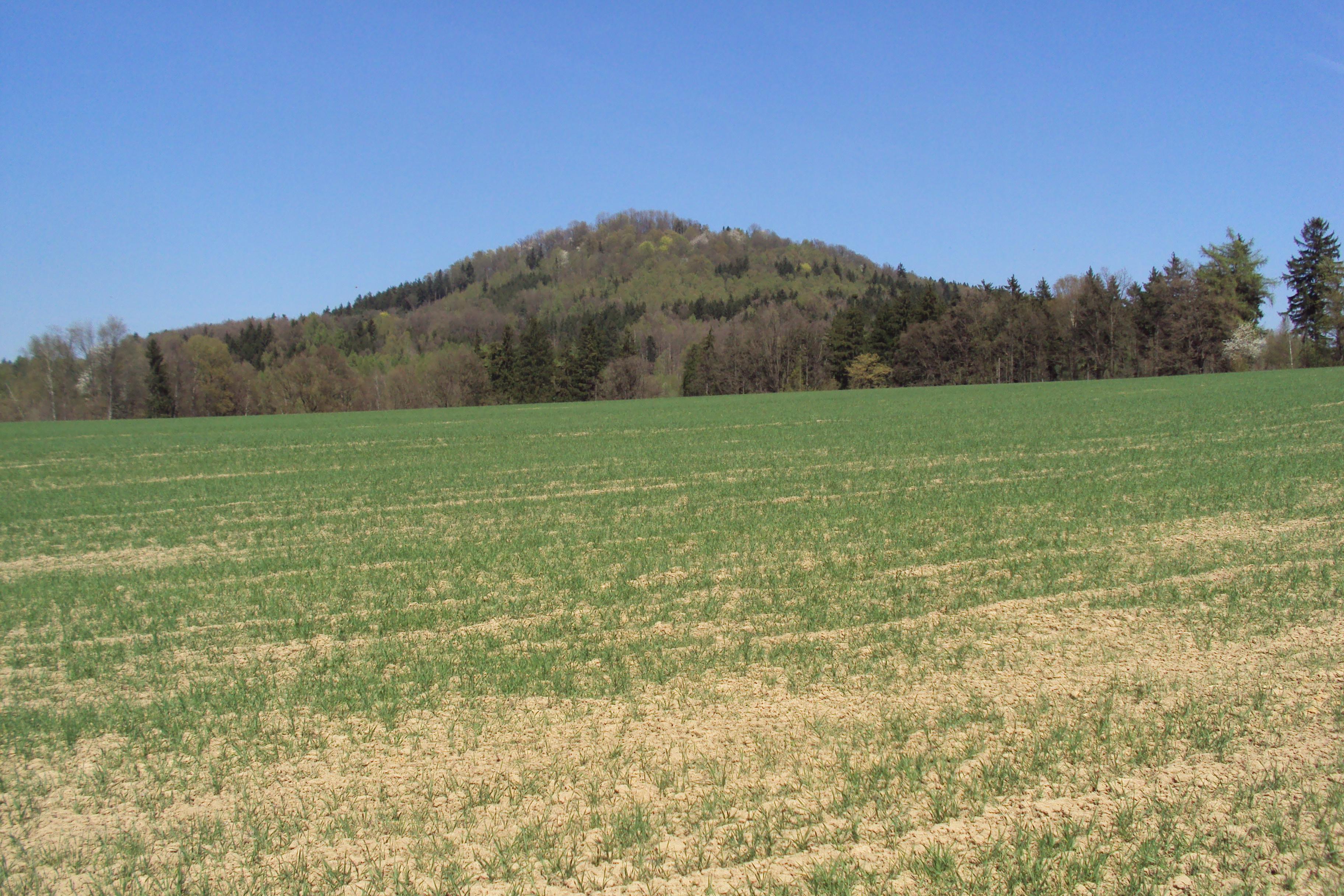
Brnišťský vrch
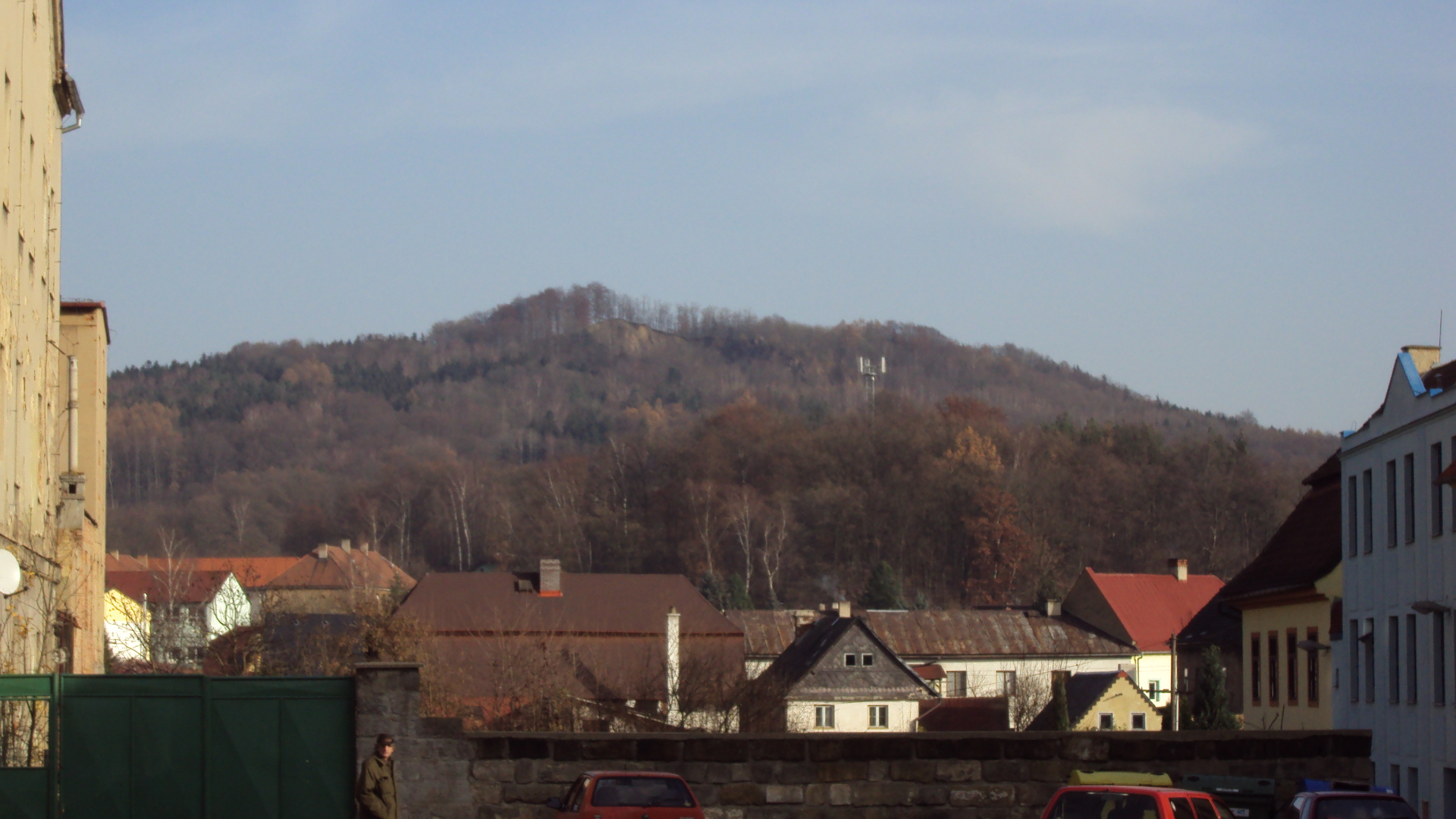
Kamenický kopec z náměstí v Zákupech
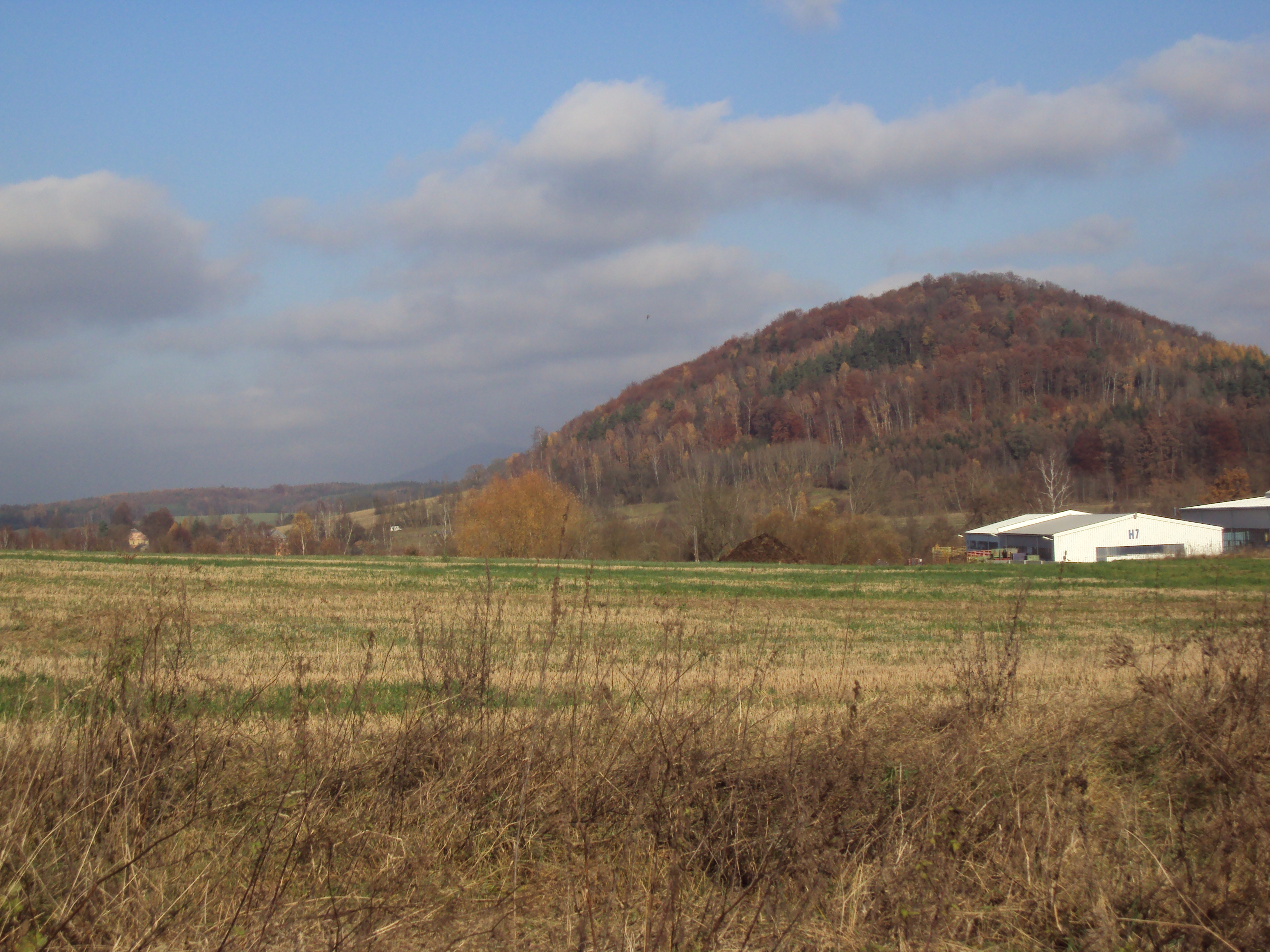
Velenický kopec od Nových Zákup